# Man's Best Friend (álbum)
Man's Best Friend é o futuro sétimo álbum de estúdio da artista musical norte-americana Sabrina Carpenter, com lançamento previsto para 29 de agosto de 2025 através da Island Records. O primeiro single do projeto, "Manchild", estreou no topo da Billboard Hot 100, tornando-se a segunda canção de Carpenter a liderar o gráfico estadunidense, além de também liderar as tabelas da Irlanda e do Reino Unido.  O single foi produzido por Jack Antonoff, que também trabalhou com Carpenter em seu álbum anterior, Short n' Sweet (2024).
A arte da capa de Man's Best Friend gerou controvérsia e atenção significativa da mídia; alguns a criticaram por atrair o olhar masculino de maneira prejudicial às mulheres, enquanto outros a viram como uma forma de desafiar as expectativas misóginas do comportamento sexual feminino. Posteriormente, Carpenter lançou uma capa alternativa direta ao consumidor, que ela descreveu como "aprovada por Deus".

## Antecedentes e lançamento
Em 2024, Carpenter alcançou grande sucesso comercial com seu sexto álbum de estúdio, Short n' Sweet, que conquistou várias conquistas, incluindo se tornar seu primeiro projeto a atingir o topo da Billboard 200. O álbum também recebeu várias indicações no Grammy Awards de 2025, ganhando o prêmio de Melhor Álbum Vocal de Pop; seu carro-chefe, "Espresso", também ganhou o prêmio de Melhor Performance Solo de Pop.
Em 11 de junho de 2025, menos de um ano após o lançamento de Short n' Sweet, Carpenter divulgou um teaser de seu próximo álbum em uma transmissão ao vivo no Instagram, na qual ela "folheava uma pilha de discos de Donna Summer, ABBA e Dolly Parton antes de escolher o seu próprio". No mesmo dia, foi revelado que Man's Best Friend seria lançado em 29 de agosto. Um dia após o anúncio do álbum, Carpenter apareceu na capa e na matéria de capa da edição de julho-agosto de 2025 da Rolling Stone e revelou que as sessões de composição "lentas e constantes" para o álbum começaram logo após a conclusão de Short n' Sweet. Ela refletiu sobre os cronogramas de lançamento consistentes de seus ídolos (como Parton e Linda Ronstadt).

## Arte de capa
A arte da capa do álbum apresenta Carpenter de quatro, usando um minivestido preto e saltos altos, enquanto uma figura anônima, fora do enquadramento, agarra uma mecha de seu cabelo. Uma imagem promocional adicional mostra um cachorro com o nome do álbum escrito na coleira. A arte da capa gerou polêmica e foi criticada por alguns usuários nas redes sociais. Algumas pessoas consideraram isso ofensivo e apelante para o olhar masculino de forma prejudicial para as mulheres. A Glasgow Women's Aid, uma instituição de caridade que fornece suporte para vítimas de violência doméstica, chamou isso de "regressivo" e "bajulação ao olhar masculino e [promoção de] estereótipos misóginos" com "um elemento de violência e controle". Kuba Shand-Baptiste, do The i Paper, escreveu: "Na melhor das hipóteses, a capa de Carpenter é um mau exemplo de sátira. É excitante para aqueles que acreditam que as mulheres são inferiores". Arwa Mahdawi, do The Guardian, disse que a capa "[não] era sutil ou sexualmente positiva—é apenas pornografia suave bajulando o olhar masculino", criticando o conceito de agarrar o cabelo como insensível.
Outros viram a capa como uma sátira—uma maneira de desafiar as "expectativas misóginas das mulheres" e iniciar uma conversa sobre os desejos sexuais das mulheres. Adrian Horton, do The Guardian, pensou que Carpenter estava "claramente trabalhando na tradição de Madonna de provocação sexual apenas pela provocação, zombando de tropos e do pudor das pessoas com uma franqueza atraente". Dominique Sisley, da Dazed, escreveu: "A ideia de que uma imagem tenha tanta influência, em uma internet cheia de pornografia pesada, onde os homens agora podem fazer deepfakes livremente ou usar comandos de IA para criar um mundo inteiro de horrores, parece um pouco delirante". Jessica Clark, do Mamamia, achou que a capa e o título do álbum funcionavam juntos para sugerir uma declaração sobre o uso depreciativo de "bitch" na cultura popular, acrescentando: "Ela não está reforçando a objetificação, mas sim a distorcendo. [...] É uma grande piada, e [ela] não é a piada, mas sim quem a conta". Helen Coffey, do The Independent, acreditava que os detratores da capa "não sabem literalmente nada sobre Carpenter, sua música ou sua marca". Emma Specter, da Vogue, chamou a controvérsia de resultado de uma "sociedade deprimentemente puritana". Taylor Crumpton, da Time, também afirmou que Carpenter "não é o problema. Nossa falta de orgasmos é". Carly Simon, cujo álbum Playing Possum (1975) recebeu controvérsia semelhante, defendeu a capa, dizendo: "Parece inofensiva. Já houve capas muito mais chamativas do que a dela. [...] Então, não sei por que ela está recebendo tantas críticas".
Carpenter lançou uma arte de capa alternativa para o álbum para pré-venda em 25 de junho, respondendo de brincadeira à controvérsia ao afirmar que a capa alternativa foi "aprovada por Deus"; ela a retrata em um vestido em um evento formal, agarrando o braço de um homem de terno e olhando para longe da câmera. Algumas publicações da mídia notaram que a capa fazia referência a uma fotografia de 1957 de Marilyn Monroe e seu então marido, Arthur Miller. Outra capa alternativa, com Carpenter relaxando em uma cadeira em uma sala cheia de flores e segurando um cartão com as iniciais do álbum "M.B.F.", foi disponibilizada para pré-encomenda em 8 de julho.

## Promoção
"Manchild" foi lançada como primeiro single do álbum em 5 de junho de 2025. A canção pop com influência country foi co-escrita e produzida com Jack Antonoff e Amy Allen, que trabalharam anteriormente com Carpenter em Short n' Sweet (2024), e adota liricamente um tom lúdico ao criticar o comportamento masculino imaturo. O single foi um sucesso internacional, alcançando o topo das paradas da Irlanda, do Reino Unido e dos Estados Unidos, onde tornou-se a segunda canção de Carpenter a liderar a Billboard Hot 100. O videoclipe foi lançado em 6 de junho e foi inspirado pela edição acelerada de trailers de filmes. O clipe retrata Carpenter pegando carona pelo oeste americano com uma "vasta safra de homens" (alguns dos quais usam meios de transporte estranhos, como um jet ski, um carrinho de compras acoplado a uma motocicleta e uma cadeira reclinável motorizada) e entrando em cenários malucos e perigosos (como empunhar uma espingarda, cair de um penhasco e encontrar uma orca). Carpenter apresentou "Manchild" ao vivo pela primeira vez no Primavera Sound 2025 em 6 de junho.  A partir de 23 de julho de 2025, Carpenter começou a revelar os títulos das faixas por meio de postagens nas redes sociais de fãs cuidadosamente selecionados posando com filhotes, começando com a faixa 12 e contando regressivamente.

## Lista de faixas
Lista de faixas adaptada do Apple Music.
| Man's Best Friend – Edição padrão |                                       |                                           |                    |         |  |
| N.º                               | Título                                | Compositor(es)                            | Produtor(es)       | Duração |  |
| 1.                                | "Manchild"                            | Sabrina Carpenter Amy Allen Jack Antonoff | Antonoff Carpenter | 3:33    |  |
| 2.                                | "Tears"                               |                                           |                    |         |  |
| 3.                                | "My Man on Willpower"                 |                                           |                    |         |  |
| 4.                                | "Sugar Talking"                       |                                           |                    |         |  |
| 5.                                | "We Almost Broke Up Again Last Night" |                                           |                    |         |  |
| 6.                                | "Nobody's Son"                        |                                           |                    |         |  |
| 7.                                | "Never Getting Laid"                  |                                           |                    |         |  |
| 8.                                | "When Did You Get Hot?"               |                                           |                    |         |  |
| 9.                                | "Go Go Juice"                         |                                           |                    |         |  |
| 10.                               | "Don't Worry I'll Make You Worry"     |                                           |                    |         |  |
| 11.                               | "House Tour"                          |                                           |                    |         |  |
| 12.                               | "Goodbye"                             |                                           |                    |         |  |
| Duração total:                    | Duração total:                        | Duração total:                            | Duração total:     | TBA     |  |